# Maria Privitera
Maria Privitera (12 de abril de 1950) es una botánica, fitogeógrafa, brióloga, profesora, taxónoma, conservadora, y exploradora italiana.

## Carrera
En 1972, se graduó por la Universidad de Catania en Ciencias Naturales; y, en 1974 en Ciencias Biológicas.
Desarrolla actividades académicas y científicas en el Departamento de Botánica de la Universidad de Catania.

## Algunas publicaciones
- m.g. Dia, r. Lo Giudice, maria Privitera. 2002. Diversité bryophytique dans des aires urbaines de la Sicile. Bocconea 16: 1 - 18.

- maria Privitera, m. Puglisi. 2002. Some interesting records for the Italian moss flora. Cryptogamie, Bryologie 23 (2): 171 - 179.

- ------------------, ------------, r.m. Cenci, d. Dabergami, p. Tricherini. 2002. Deposizione di elementi in tracce nell’area del vulcano Etna valutati con muschi e suoli. Atti Convegno SISS “Piacenza 810 giugno”, 9 p.

- ------------------, ------------, r. Sambataro. 2002. Considerazioni fitogeografiche sulla brioflora dei calanchi dell'Aspromonte meridionale (Calabria). BraunBlanquetia 31: 55 - 57.

- ------------------, ------------. 2001. Indicizzazione della qualità ambientale attraverso l'uso della flora briofitica. Un esempio di studio su Vulcano. Arch. Geobot. 5.

- s. Brullo, maria Privitera, m. Puglisi. 2001. Phytogeographical considerations on the fumarole bryoflora from Mediterranean and Macaronesian areas (enlace roto disponible en Internet Archive; véase el historial, la primera versión y la última).. Bocconea 13: 329 - 336.

- maria Privitera, m. Puglisi. 2000. A new record for the European moss flora: Pseudocrossidum replica tum (Tayl.) Zander (Pottiaceae, Musci). Nova Hedwigia 70: 479 - 484.

### Libros
- ROS R.M., MAZIMPAKA V., ABOU-SALAMA U., ALEFFI M., BLOCKEEL T.L., BRUGUÉS M., CROS R.M., DIA M.G., DIRKSE G.M., DRAPER I., EL SAADAWI W., ERDAĞ A., GANEVA A., GABRIEL R., GONZÁLEZ-MANCEBO J.M., GRANGER C., HERRNSTADT I., HUGONNOT V., KHALIL K., KÜRSCHNER H., LOSADA-LIMA A., LUÍS L,, MIFSUD S., PRIVITERA Maria, PUGLISI M., REFAI M.S., SABOVLJEVIĆ M., SÉRGIO C., SHABBARA H., SIM-SIM M., SOTTIAUX A., TACCHI R., VANDERPOORTEN A. & WERNER O. 2013. Mosses of the Mediterranean, an annotated checklist. Cryptogamie, Bryologie, 34 (2) : 99 - 283.

## Honores

### Membresías
- Sociedad Botánica Italiana (directora en la Junta grupo Briología 1992-1998)[2]

### Eponimia
- La abreviatura «Privitera» se emplea para indicar a Maria Privitera como autoridad en la descripción y clasificación científica de los vegetales.[6]